# Однокристальный микроконтроллер

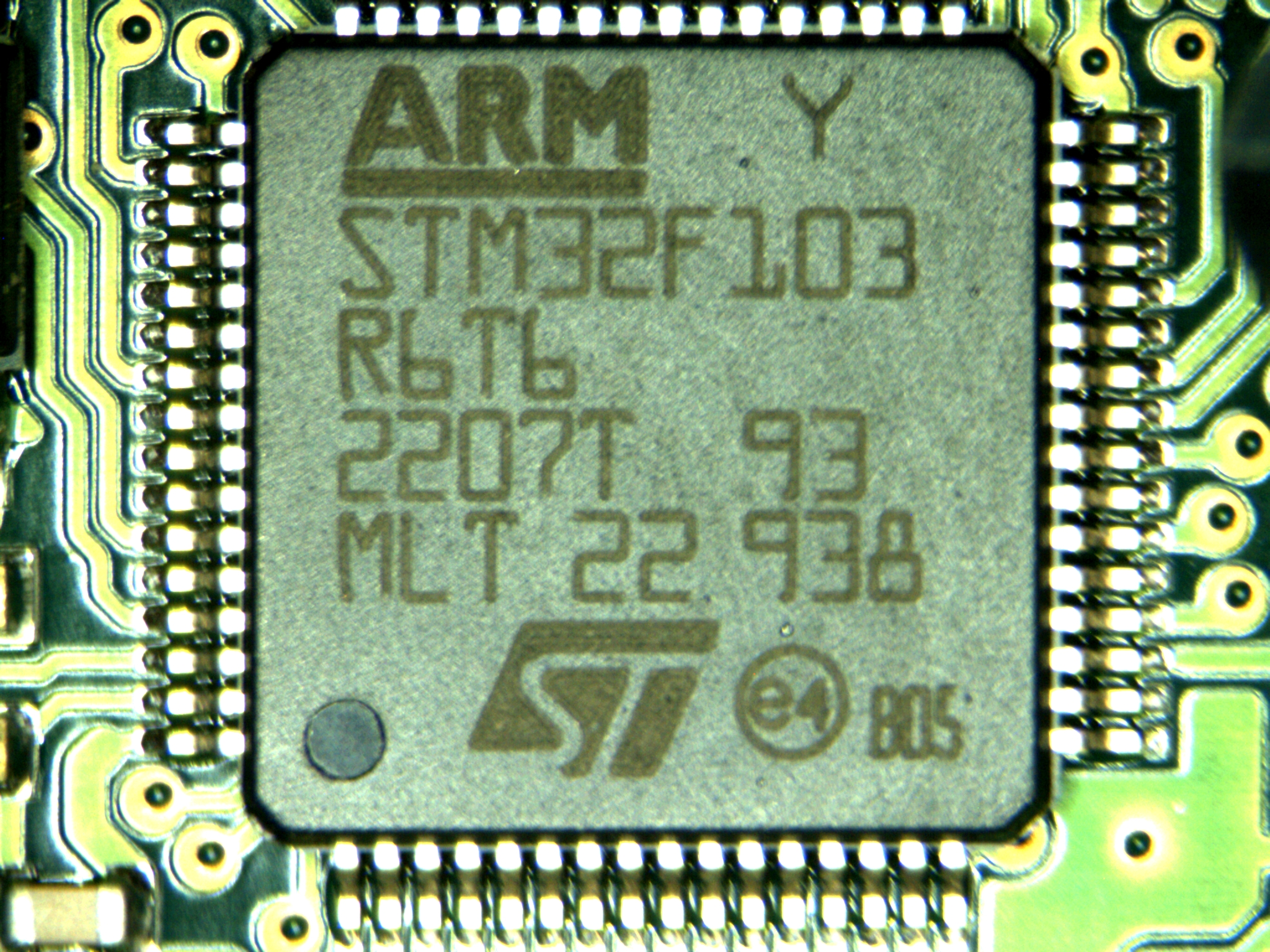

Однокристальные микроконтроллеры — функционально законченный МПК (микропроцессорный комплект), реализованный в виде одной СБИС (сверх-БИС). ОМК включает процессор, ОЗУ, ПЗУ, порты ввода-вывода для подключения внешних устройств, модули ввода аналогового сигнала АЦП, таймеры, контроллеры прерывания, контроллеры различных интерфейсов и т. д.
Простейший ОМК представляет собой БИС площадью не более 1 кв. см и всего с восемью выводами.

## Классификация ОМК
1. Периферийные (интерфейсные) ОМК предназначены для реализации простейших МП-систем управления. Имеют малую производительность и малые размеры. В частности, может использоваться периферийными устройствами ЭВМ (клавиатура, мышь и т. п.). К ним относятся: PIC — Micro Chip, VPS — 42 (Intel).
2. Универсальные 8-разрядные ОМК предназначены для реализации МП-систем малой и средней производительности. Имеют простую систему команд и большую номенклатуру встроенных устройств. Основные типы: MSC — 51 (Intel), Motorola HC05 — HC012 и др.
3. Универсальный 16-разрядный ОМК. Предназначен для реализации систем реального времени средней производительности. Структура и система команд нацелены на скорейшую реакцию на внешние события. Наибольшее использование имеют в системах управления электродвигателями (мехатронные системы). К типовым 16-разрядным ОМК относятся: MSC96/196/296 (Intel), C161-C167 (Siemens, Infineon), HC16 Motorola и др.
4. Специализированные 32-разрядные ОМК реализуют высокопроизводительную ARM-архитектуру и предназначены для систем телефонии, передачи информации, телевидения и других, требующих высокоскоростной обработки информации.
5. Цифровые сигнальные процессоры (DSP — Digital Signal Processor) предназначены для сложной математической обработки измеряемых сигналов в режиме реального времени. Широко используются в телефонии и связи. Основные отличия DSP: повышенная разрядность обрабатываемых слов (16, 32, 64 бита) и высокая скорость в формате с плавающей точкой (16 flops). Производители: Texas Instruments (TMS 320 и др.), Analog Device (ADSP 2181 и др.).

## Основные архитектуры процессоров ОМК
В современных ОМК применяются следующие архитектуры процессоров :
- RISC — (Reduced Instruction Set Computer) архитектура с сокращенным набором команд.
- CISC — (Complex Instruction Set Computer) традиционная архитектура с расширенным набором команд.
- ARM — (Advanced RISC Machine) усовершенствованная RISC-архитектура.

Главная задача RISC-архитектуры — обеспечение наивысшей производительности процессора. Её отличительными чертами является:
- малое число команд процессора (несколько десятков);
- каждая команда выполняется за минимальное время (1-2 машинных цикла, такта);
- максимально возможное число регистров общего назначения процессора (несколько тысяч);
- увеличенная разрядность процессора (12, 14, 16 бит).

Современная RISC-архитектура включает, как правило, только последние 3 пункта, так как за счет повышенной плотности компоновки БИС стало возможным реализовать большое количество команд.
В современных 32-разрядных ОМК используют ARM-архитектуру (расширенная RISC-архитектура с суперсокращением команд ТНUМВ).